# Damaturu
Damaturu je glavni grad nigerijske savezne države Yobe. Nalazi se na sjeveroistoku države.
Prema procjeni iz 2010., Damaturu ima 44.268 stanovnika.